# Waskemeer
Waskemeer (Fries: Waskemar) is een dorp in de gemeente Ooststellingwerf, in de Nederlandse provincie Friesland.
Het ligt ten zuidoosten van Drachten, net onder Bakkeveen. Het ligt voor klein stukje ook in de gemeente Opsterland. Waskemeer telde op 1 januari 2023 830 inwoners. Onder het dorp vallen ook de buurtschappen Konijnenbuurt en Janssenstichting.

## Geschiedenis
Waskemeer kreeg een zelfstandige dorpsstatus in 1954. Daarvoor heette het Haulerwijk-Beneden en Beneden-Haulerwijk. Het is in de 19e eeuw als tweede kern ontstaan van Haulerwijk, dat ook wel als Boven werd aangeduid.
De plaatsnaam Waskemeer verwijst naar de poelen die ten westen lagen van de plaats. Er was een groot en klein poel/ven. Die laatste is verdwenen. Het grotere meer heet thans Waskemeer ook, of Waskemar in het Fries en ligt op de Duurswoude Heide. Deze benaming kwam wel vaker voor, in het Nederlands ook Wassemeer. Dit waren poelen en vennetjes waar schapen werden gewassen.
Opmerkelijk is dat de straat De Bult grotendeels onder Bakkeveen valt, en zodoende ook diens adressering, terwijl het wel binnen de bebouwde kom ligt van het dorp Waskemeer.
Op De Bult stond lang een café, een omgebouwde boerderij van rond 1900. In 1976 werd het omgebouwd tot een discotheek, De Bult genaamd ook. Deze sloot per april 2007 en zou omgebouwd worden tot een woonhuis maar op 11 juli 2008 brandde het gebouw helemaal af.

## Geboren
- Elize van Vilsteren (2005), voetbalster

## Sport
- VV Waskemeer, voetbalvereniging